# Торбеєвське міське поселення
Торбе́євське міське поселення (рос. Торбеевское городское поселение) — муніципальне утворення у складі Торбеєвського району Мордовії, Росія. Адміністративний центр — селище міського типу Торбеєво.

## Населення
Населення — 9280 осіб (2019, 9791 у 2010, 9756 у 2002).

## Склад
До складу поселення входять такі населені пункти:
| Населений пункт                | Населення, осіб (2002) | Населення, осіб (2010) |
| ------------------------------ | ---------------------- | ---------------------- |
| Жукулуг, присілок              | 196                    | 207                    |
| Мазілуг, присілок              | 209                    | 211                    |
| Торбеєво, селище міського типу | 9351                   | 9373                   |